# ادل جرگنز
ادل جرگنز (انگلیسی: Adele Jergens; ۲۶ نوامبر ۱۹۱۷ – ۲۲ نوامبر ۲۰۰۲) یک هنرپیشه، خواننده و رقصنده اهل ایالات متحده آمریکا بود. وی بین سال‌های ۱۹۴۳ تا ۱۹۵۶ میلادی فعالیت می‌کرد.

## زندگی‌نامه
در سال ۱۹۱۷ در بروکلین، نیویورک زاده شد. در سال ۱۹۳۶ مقام اول «مسابقات ملکه زیبایی نیویورک» را به دست آورد. در اوایل دهه ۴۰ به گروه The Rockettes (کمپانی رقص معروفی در منهتن نیویورک) پیوست. در سال ۱۹۴۴ پس از چند سال کار کردن به عنوان مدل و خواننده کُر، با عقد قراردادی با استودیو کلمبیا پیکچرز به دنیای هنرپیشگی روی آورد.
در سال ۱۹۴۸ با مریلین مونرو در فیلم دختران گروه کُر همبازی شد و در حالیکه فقط ۹ سال از مریلین بزرگتر بود، نقش مادرش را ایفا کرد. در سال ۱۹۵۰ در نقش یک رقصنده مرموز، در فیلم «سرقت ماشین زره پوش» (ریچارد فلایشر) ظاهر شد. در همان سال در فیلمی از آنتونی مان با نام کنار خیابان Side Street، نقشی فرعی را بر عهده گرفت. وی در ۲۲ نوامبر ۲۰۰۲ در کالیفرنیا بر اثر تومور مغزی درگذشت.

## فیلم‌شناسی
- دختر تبلیغات (۱۹۴۴)
- پیکان سیاه(۱۹۴۴)
- رقص در منهتن (۱۹۴۴)
- دوباره باهم (۱۹۴۵)
- هزار و یک شب (۱۹۴۵)
- فرشته سقوط کرده (۱۹۴۵)
- او بله نخواهد گفت (۱۹۴۵)
- امشب و هر شب (۱۹۴۵)
- بازار ایالتی (۱۹۴۵)
- The Corpse Came C.O.D (۱۹۴۷)
- وقتی که دختری زیباست (۱۹۴۷)
- زیرِ زمین (۱۹۴۷)
- شاهزاده دزدان (۱۹۴۸)
- من دردسر را دوست دارم (۱۹۴۸)
- زنی از طنجه (۱۹۴۸)
- گذشته تاریک (۱۹۴۸)
- کمی فرانسوی (۱۹۴۹)
- خاطرات روزانه دکتر جنایتکار (۱۹۴۹)
- یاغی‌ها (۱۹۴۹)
- The Traveling Saleswoman (۱۹۵۰)
- دینامیت بلوند (۱۹۵۰)
- همه برقصند (۱۹۵۰)
- مواظب موبوره باش (۱۹۵۰)
- بر لب پرتگاه (۱۹۵۰)
- صدای خشم (۱۹۵۰)
- شوگر فوت (۱۹۵۱)
- آبوت و کاستلو مرد نامرئی را ملاقات می‌کنند (۱۹۵۱)
- کسی مرا دوست دارد (۱۹۵۲)
- اُوِرلند پاسیفیک (۱۹۵۴)
- داستان میامی (۱۹۵۴)
- تعقیب بزرگ (۱۹۵۴)
- بانوی غریبه در شهر (۱۹۵۵)
- گنج غیرقانونی (۱۹۵۵)
- روزی که دنیا به پایان رسید (۱۹۵۵)
- دختران در زندان(۱۹۵۶)
- دخترهای فراری (۱۹۵۶)